# 向日葵系列衛星
向日葵（日語：ひまわり）是日本氣象廳用於氣象觀察的地球同步衛星之統稱，此名稱為該系列人造衛星的暱稱。氣象衛星1號至5號的正式名稱為GMS（Geostationary Meteorological Satellite，对地静止气象卫星），多功能運輸衛星6號與7號的正式名稱為MTSAT（Multi-functional Transport Satellite，多功能运输卫星）。「向日葵」系列衛星是世界氣象組織（WMO）與國際科學理事會（ICSU）共同合作的全球大氣研究計劃（Global Atmospheric Research Program）其中的計劃之一，其提供的氣象情報包括東亞至太平洋等週邊。
自1977年首顆衛星Himawari 1（GMS-1）發射以來，Himawari系列衛星已成為亞洲和西太平洋地區氣象觀測和預報的關鍵工具。目前最新的Himawari 8和Himawari 9衛星，分別於2014年和2016年發射，協助人類進行觀測氣象數據，氣象預報、颱風追蹤、災害監測等等。其最大特色為，Himawari衛星能夠同時觀察到可見光、近紅外光及紅外光三種光譜，總計16個波段，這16個波段所能夠提供的資訊包含高品質的衛星雲圖(雲的光學厚度、種類、溫度和高度等物理參數)與高時間解析度觀測資料(每10分鐘or每2.5分鐘就更新一次資料)，詳細資料請繼續往下閱讀。

## 各系列衛星

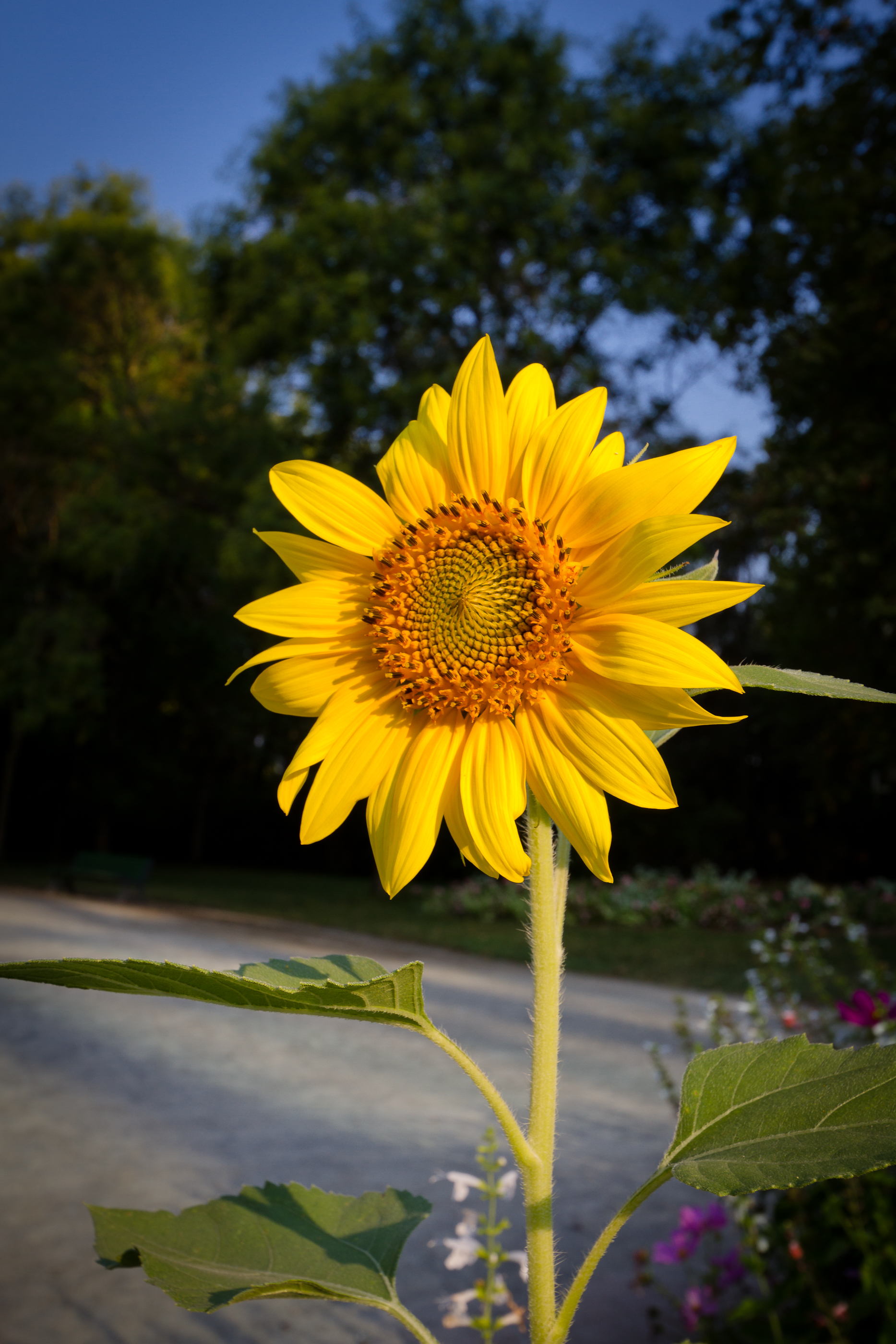
該系列衛星均取名自向日葵

| 衛星名稱               | 發射日期       | 停止運作日     | 發射地點             | 運載火箭                   | 衛星平台 |
| ---------------------- | -------------- | -------------- | -------------------- | -------------------------- | -------- |
| 向日葵 (GMS)           | 1977年7月14日  | 1989年6月30日  | 卡納維拉爾角空軍基地 | 三角洲2914型運載火箭       | HS-335   |
| 向日葵2號 (GMS-2)      | 1981年8月11日  | 1987年11月20日 | 種子島宇宙中心       | N-II運載火箭2號 (N8F)      | HS-378   |
| 向日葵3號 (GMS-3)      | 1984年8月3日   | 1995年6月23日  | 種子島宇宙中心       | N-II運載火箭6號 (N13F)     | HS-378   |
| 向日葵4號 (GMS-4)      | 1989年9月6日   | 2000年2月24日  | 種子島宇宙中心       | H-I運載火箭5號 (H20F)      | HS-378   |
| 向日葵5號 (GMS-5)      | 1995年3月18日  | 2005年7月21日  | 種子島宇宙中心       | H-II運載火箭3號 (TF3)      | HS-378   |
| 未來號 (MTSAT-1)       | 1999年11月15日 | 發射失敗       | 種子島宇宙中心       | H-II運載火箭8號 (F8)       | LS-1300  |
| 向日葵6號 (MTSAT-1R)   | 2005年2月26日  | 2016年末       | 種子島宇宙中心       | H-IIA運載火箭2022型號 (F7) | LS-1300  |
| 向日葵7號 (MTSAT-2)    | 2006年2月18日  | 運作中         | 種子島宇宙中心       | H-IIA運載火箭2024型號 (F9) | DS2000   |
| 向日葵8號 (Himawari-8) | 2014年10月7日  | 運作中         | 種子島宇宙中心       | H-IIA運載火箭202型號 (F25) | DS2000   |
| 向日葵9號 (Himawari-9) | 2016年11月2日  | 備用中         | 種子島宇宙中心       | H-IIA運載火箭202型號 (F31) | DS2000   |

### 暱稱起源
宇宙開發事業團（NASDA）初期的衛星均取名自不同的植物，其命名方式源於初代理事長島秀雄出於對園藝的興趣而取，而氣象衛星「向日葵」就取自植物向日葵。
此外，原打算以公開招募的「未來」（みらい）名字來命名該系列的MTSAT-1及以後的衛星 ，但因發射失敗而停止使用此名字。

## GMS型號

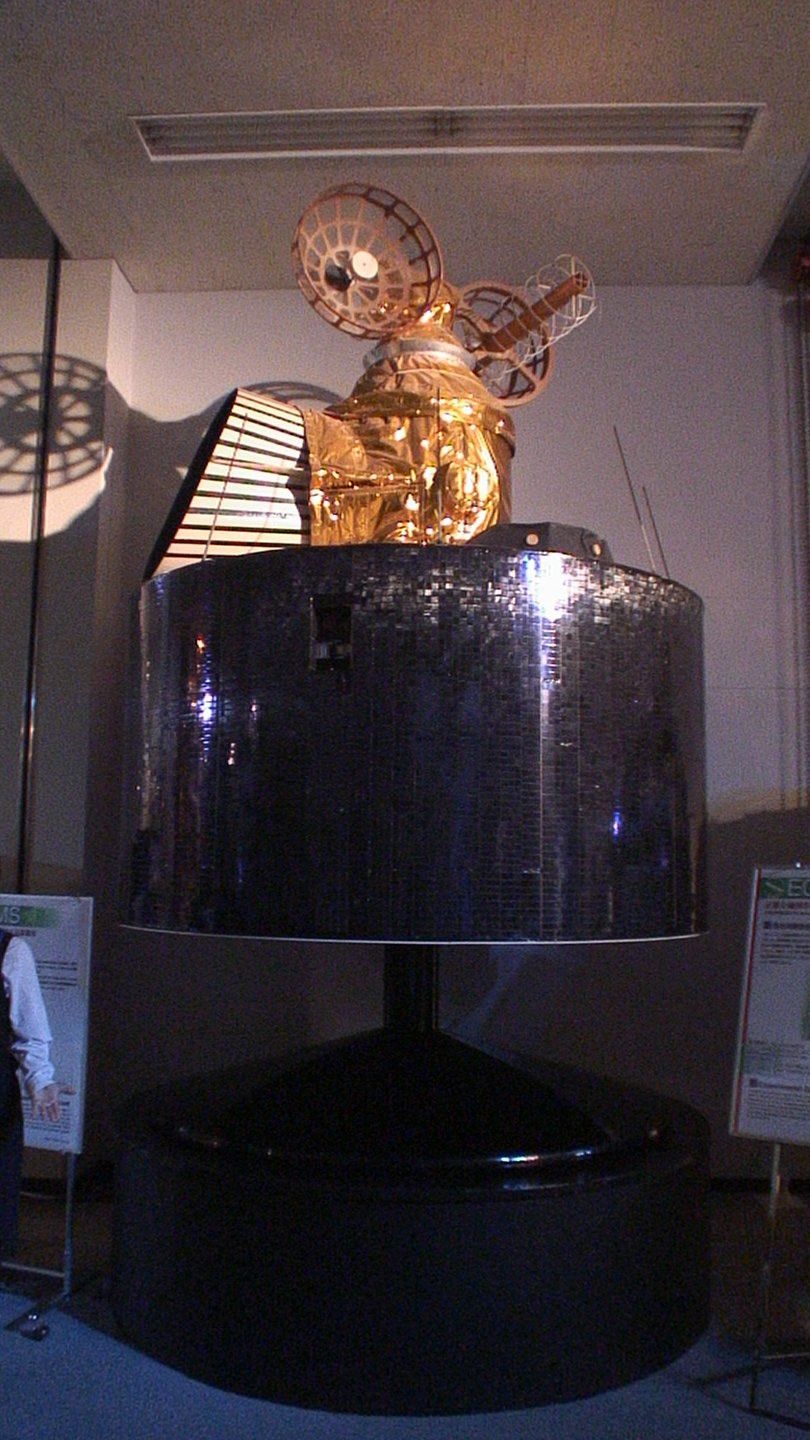
向日葵1號至5號所使用之型號（GMS）

向日葵1號至5號所使用的GMS型號，GMS-1所使用的衛星平台為HS-335，GMS-2至GMS-5所使用的衛星平台為HS-378。
此型號與美國的氣象衛星GOES-4與GOES-7相類似，NEC為該型號主要承包商，型號GMS-1的製造由美國休斯空間與通訊公司負責（現波音公司），GMS-2及後的型號則由日本自主製作。

### 觀察儀器規格
此型號所搭載的可見光與紅外線成像儀（VISSR）觀察儀器由美國雷神公司所製造，其能拍攝地球的可見光與紅外線等波段。
| 波长    | 中心波長 (µm) | 傳感器                 |
| ------- | ------------- | ---------------------- |
| 可見光  | 0.55 - 0.90   | 光電倍增管、光電二極管 |
| 紅外線1 | 10.5 - 11.5   | 碲鎘汞                 |
| 紅外線2 | 11.5 - 12.5   | 碲鎘汞                 |
| 紅外線3 | 6.5 - 7.0     | 碲鎘汞                 |

使用過濾器檢測出紅外線1至3。

## 向日葵8號、9號

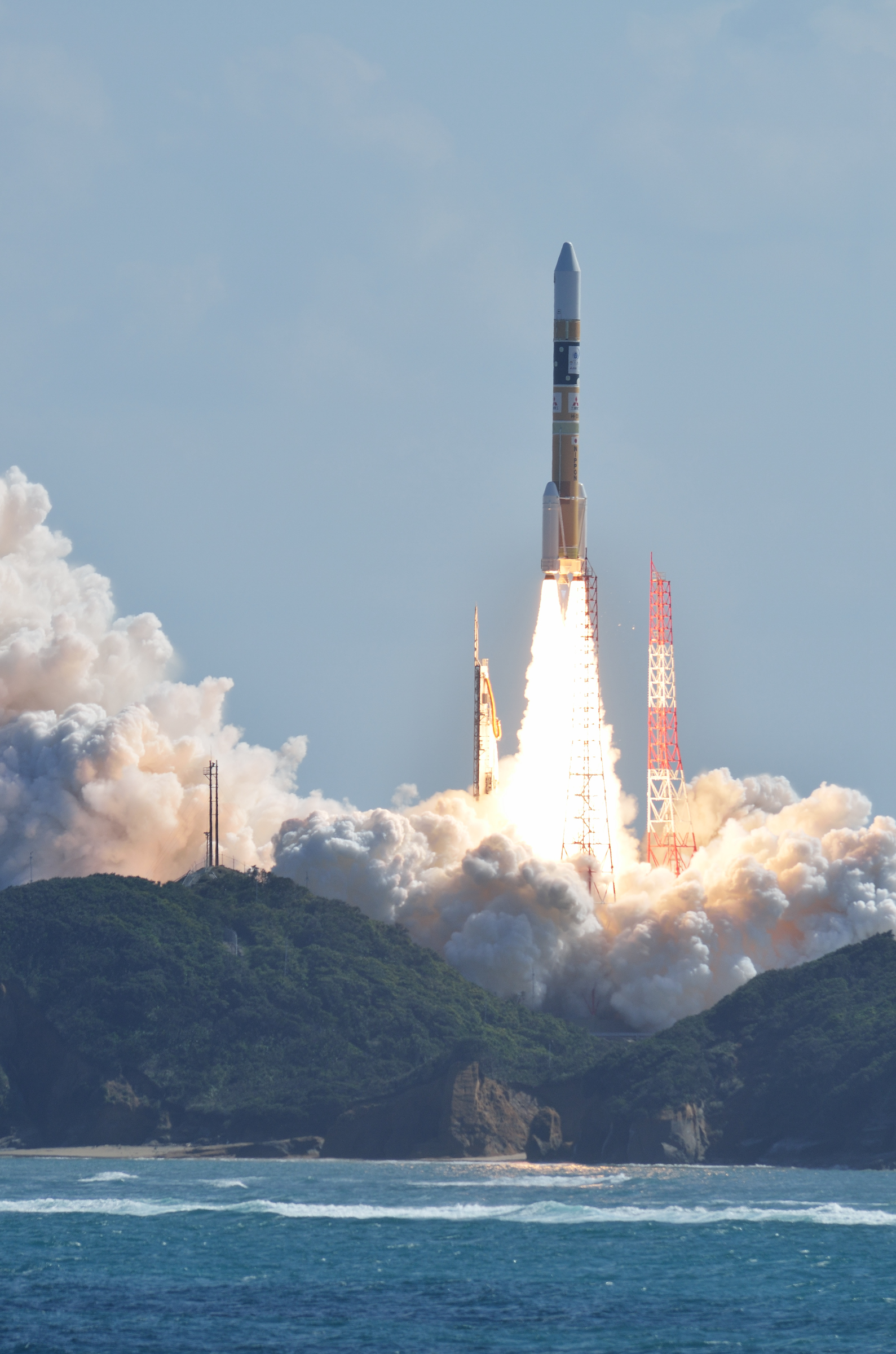
負責將向日葵8號送至預定軌道H-IIA202運載火箭（2014年10月7日）

- 簡介 向日葵8號於2014年10月7日發射升空，在經過一系列測試後，於2015年7月7日正式投入服務。向日葵9號於2016年11月2日發射升空，目前作為8號的備用機，預計2022年啟用，其特色為每10分鐘進行一次完整的地球觀測，重要區域或特定需求（如日本、颱風）每2.5分鐘進行一次觀測，能快速提供數據，對特定天氣事件的監測極為重要。
- 主要用途與貢獻 天氣監測與預報：提供高精度的即時數據，協助短期和中期天氣預報，特別是在颱風、熱帶氣流、暴風雨等自然災害，減少災害損失。 大氣和環境監測：觀測大氣層中的溫度、濕度和氣壓變化，研究雲層結構和動態，並監測海表溫度、海冰範圍和土地覆蓋變化。 支援氣候變遷研究：通過提供長期穩定的氣象數據，支持氣候變遷研究，幫助改進全球和區域氣候模型。 環境保護：分析地表覆蓋變化、森林火災等植被狀況。 自然災害的預警和救災工作：2015年，Himawari 8衛星捕捉到了天津爆炸的畫面，幫助事故的調查；2020年，Himawari 8衛星監測到澳洲森林火災蔓延情況，協助消防部門救災。
- 波段介紹
向日葵8號與向日葵9號有16個波段，包含可見光、近紅外光及紅外光三種光譜，可見光波段達到0.5公里的空間分辨率，紅外波段為2公里，16個波段用途資訊如下: 
  - 波段1（可見光 - 藍光）  波長範圍：0.47微米  用途：觀測白天的雲層、煙霧和霧霾。  應用：校正反射率，去除大氣散射影響，提高影像對比度。
  - 波段2（可見光 - 綠光）  波長範圍：0.51微米  用途：觀測植物、植被和海洋生態系統。  應用：綠度指數計算，用於植被分析和健康狀況監測。
  - 波段3（可見光 - 紅光）  波長範圍：0.64微米  用途：雲層和地表觀測，特別是植被和土壤。  應用：NDVI（歸一化差異植被指數）計算，用於植被監測。
  - 波段4（近紅外光）  波長範圍：0.86微米  用途：雲和霧的分辨、植被監測。  應用：與可見光波段結合，增強植被和地表特徵分辨率。
  - 波段5（近紅外光）  波長範圍：1.6微米  用途：雪和冰的檢測。  應用：與其他波段結合，區分雪、冰和雲層。
  - 波段6（近紅外光）  波長範圍：2.3微米  用途：雲粒子密度分析。  應用：強化雲粒子分析，火災熱點檢測。
  - 波段7（紅外光）  波長範圍：3.9微米  用途：水汽含量監測、低層大氣水汽觀測。  應用：計算大氣中的水汽含量，分析雲層高度和結構。
  - 波段8（紅外光）  波長範圍：6.2微米  用途：高層大氣水汽觀測。  應用：解析高層水汽分布，支持天氣預測模型。
  - 波段9（近紅外光）  波長範圍：6.9微米  用途：中上層大氣水汽觀測。  應用：提供中層水汽數據，用於天氣和氣候研究。
  - 波段10（近紅外光）  波長範圍：7.3微米  用途：中層大氣水汽觀測。  應用：低層水汽含量計算，輔助地面氣象觀測。
  - 波段11（近紅外光）  波長範圍：8.6微米  用途：火山灰檢測、雲頂溫度。  應用：強化火山灰和煙霧檢測，精確測量雲頂溫度。
  - 波段12（近紅外光）  波長範圍：9.6微米  用途：臭氧分布監測。  應用：臭氧含量計算，支持大氣化學研究。
  - 波段13（紅外光）  波長範圍：10.4微米  用途：地表和雲頂溫度。 應用：地表溫度監測，分析雲層結構和動態。
  - 波段14（近紅外光）  波長範圍：11.2微米  用途：雲頂和地表面溫度。  應用：進一步精細化海面和雲層溫度分析。
  - 波段15（紅外光）  波長範圍：12.4微米  用途：雲頂和地表溫度。  應用：與其他紅外波段結合，增強溫度測量精度。
  - 波段16（近紅外光）  波長範圍：13.3微米  用途：一氧化碳分布、雲頂溫度。  應用：一氧化碳濃度計算，分析高層雲層特徵。
- 光譜響應函數圖(Spectral Response Functions)
此條目會顯示 向日葵8號（截至 2013 年 9 月）和 向日葵9號（截至 2013 年 10 月）上 AHI 的 SRF（光譜響應函數）。
  - 向日葵8號光譜響應函數圖：VIS 及 NIR （页面存档备份，存于）、SRF （页面存档备份，存于）
  - 向日葵9號光譜響應函數圖：VIS 及 NIR （页面存档备份，存于）、SRF （页面存档备份，存于）

## 外部連結
- JAXA｜静止気象衛星「ひまわり」 (GMS) （页面存档备份，存于）
- 気象衛星センター
- MTSATの構成/神戸航空衛星センター
- 三菱電機 宇宙システム総合サイト（页面存档备份，存于）
- 気象衛星：ひまわり5号 (GMS-5) →ゴーズ9号 (GOES-9) →ひまわり6号 (MTSAT-1R) →ひまわり7号 (MTSAT-2) / KITAMOTO Asanobu's Website（页面存档备份，存于）
- 世界最高性能の次世代型観測センサを世界で初めて搭載。開発は「時間との戦い」-「ひまわり8号」プロジェクトマネージャーに聞く（页面存档备份，存于） 2014年9月16日 三菱電機DSPACEコラム

1. ↑  ひまわり （页面存档备份，存于） JAXA 宇宙情報センター 2016年7月16日閲覧
2. ↑  . 讀賣新聞 (讀賣新聞集團本社). 2005-03-02  [2016-08-17]. （原始内容存档于2005-03-04）.
3. ↑  .   [2016-08-17]. （原始内容存档于2013-01-22）.